# NAFC Championship 1949
NAFC Championship 1949 var den andra säsongen av det nordamerikanska mästerskapet. Tre nationer deltog, Kuba, värdnationen Mexiko och USA. 

## Tabell
| Nr | Lag    | S | V | O | F | GM | IM | MS  | P |
| -- | ------ | - | - | - | - | -- | -- | --- | - |
| 1  | Mexiko | 4 | 4 | 0 | 0 | 17 | 2  | +15 | 8 |
| 2  | USA    | 4 | 1 | 1 | 2 | 8  | 15 | −7  | 3 |
| 3  | Kuba   | 4 | 0 | 1 | 3 | 3  | 11 | −8  | 1 |

## Matcher
| 1 | 4 september 1949 | USA | 0 – 6           | Mexiko                                                                              | Estadío de los Deportes                              |                                                      |
|   |                  |     | (0 – 3) Rapport | 20′ Antonio Flores 30′ Luis Luna 37′, 55′, 58′ Luis de la Fuente 85′ Carlos Septién | Mexico City Publik: 60 000 Domare: José Tapia (Kuba) | Mexico City Publik: 60 000 Domare: José Tapia (Kuba) |
|   |                  |     |                 |                                                                                     | Mexico City Publik: 60 000 Domare: José Tapia (Kuba) | Mexico City Publik: 60 000 Domare: José Tapia (Kuba) |
|   |                  |     |                 |                                                                                     | Mexico City Publik: 60 000 Domare: José Tapia (Kuba) | Mexico City Publik: 60 000 Domare: José Tapia (Kuba) |

| 2 | 11 september 1949 | Mexiko                            | 2 – 0           | Kuba | Estadío de los Deportes                                   |                                                           |
|   |                   | Luis Luna 26′ Horacio Casarín 57′ | (1 – 0) Rapport |      | Mexico City Publik: 60 000 Domare: Prudencio García (USA) | Mexico City Publik: 60 000 Domare: Prudencio García (USA) |
|   |                   |                                   |                 |      | Mexico City Publik: 60 000 Domare: Prudencio García (USA) | Mexico City Publik: 60 000 Domare: Prudencio García (USA) |
|   |                   |                                   |                 |      | Mexico City Publik: 60 000 Domare: Prudencio García (USA) | Mexico City Publik: 60 000 Domare: Prudencio García (USA) |

| 3 | 14 september 1949 | Kuba           | 1 – 1           | USA               | Estadío de los Deportes   |                           |
|   |                   | José Gómez 28′ | (1 – 1) Rapport | 23′ Frank Wallace | Mexico City Publik: 8 000 | Mexico City Publik: 8 000 |
|   |                   |                |                 |                   | Mexico City Publik: 8 000 | Mexico City Publik: 8 000 |
|   |                   |                |                 |                   | Mexico City Publik: 8 000 | Mexico City Publik: 8 000 |

| 4 | 18 september 1949 | Mexiko                                                                               | 6 – 2   | USA                            | Estadío de los Deportes                              |                                                      |
|   |                   | Héctor Ortiz 14′ Horacio Casarín 23′, 41′, 76′ Luis de la Fuente 47′ Mario Ochoa 89′ | Rapport | 52′ John Souza 90′ Ben Wattman | Mexico City Publik: 30 000 Domare: José Tapia (Cuba) | Mexico City Publik: 30 000 Domare: José Tapia (Cuba) |
|   |                   |                                                                                      |         |                                | Mexico City Publik: 30 000 Domare: José Tapia (Cuba) | Mexico City Publik: 30 000 Domare: José Tapia (Cuba) |
|   |                   |                                                                                      |         |                                | Mexico City Publik: 30 000 Domare: José Tapia (Cuba) | Mexico City Publik: 30 000 Domare: José Tapia (Cuba) |

| 5 | 21 september 1949 | USA                                                                     | 5 – 2           | Kuba                                   | Estadío de los Deportes                               |                                                       |
|   |                   | Walter Bahr 16′ John Souza 23′ Pete Matevich 30′, 35′ Frank Wallace 48′ | (4 – 1) Rapport | 42′ Jacinto Barquín 50′ Santiago Veiga | Mexico City Publik: 5 000 Domare: Nieto Lara (Mexiko) | Mexico City Publik: 5 000 Domare: Nieto Lara (Mexiko) |
|   |                   |                                                                         |                 |                                        | Mexico City Publik: 5 000 Domare: Nieto Lara (Mexiko) | Mexico City Publik: 5 000 Domare: Nieto Lara (Mexiko) |
|   |                   |                                                                         |                 |                                        | Mexico City Publik: 5 000 Domare: Nieto Lara (Mexiko) | Mexico City Publik: 5 000 Domare: Nieto Lara (Mexiko) |

| 6 | 25 september 1949 | Kuba | 0 – 3           | Mexiko                                               | Estadío de los Deportes                                   |                                                           |
|   |                   |      | (0 – 1) Rapport | 44′ José Naranjo 58′ Antonio Flores 88′ José Naranjo | Mexico City Publik: 35 000 Domare: Prudencio García (USA) | Mexico City Publik: 35 000 Domare: Prudencio García (USA) |
|   |                   |      |                 |                                                      | Mexico City Publik: 35 000 Domare: Prudencio García (USA) | Mexico City Publik: 35 000 Domare: Prudencio García (USA) |
|   |                   |      |                 |                                                      | Mexico City Publik: 35 000 Domare: Prudencio García (USA) | Mexico City Publik: 35 000 Domare: Prudencio García (USA) |